# Anders Pehrson
K Anders Pehrson, född 19 september 1912 i Göteborg, död 14 juli 1982, var en svensk formgivare. 
Efter ingenjörsexamen i Göteborg arbetade han som designchef och formgivare vid AB Philips 1952–1963. Han var 1963–1978 ägare, chef och konstnärlig ledare för Ateljé Lyktan i Åhus där han koncentrerade arbetet till miljö och arbetsbelysning i offentlig och industriell miljö.
Han har bland annat designat den klassiska taklampan Bumling (1968) men också armaturerna Circling, Crystal, Forsythia, Jasmin, Juniper, Kanon, King, Knubbling, Oak, Queen, Raket, Simris, Sovo, Supertube och Tube. Pehrson är representerad vid bland annat Nationalmuseum.
Han gifte sig 1941 med Karin Ney.